# Daniel Murillo

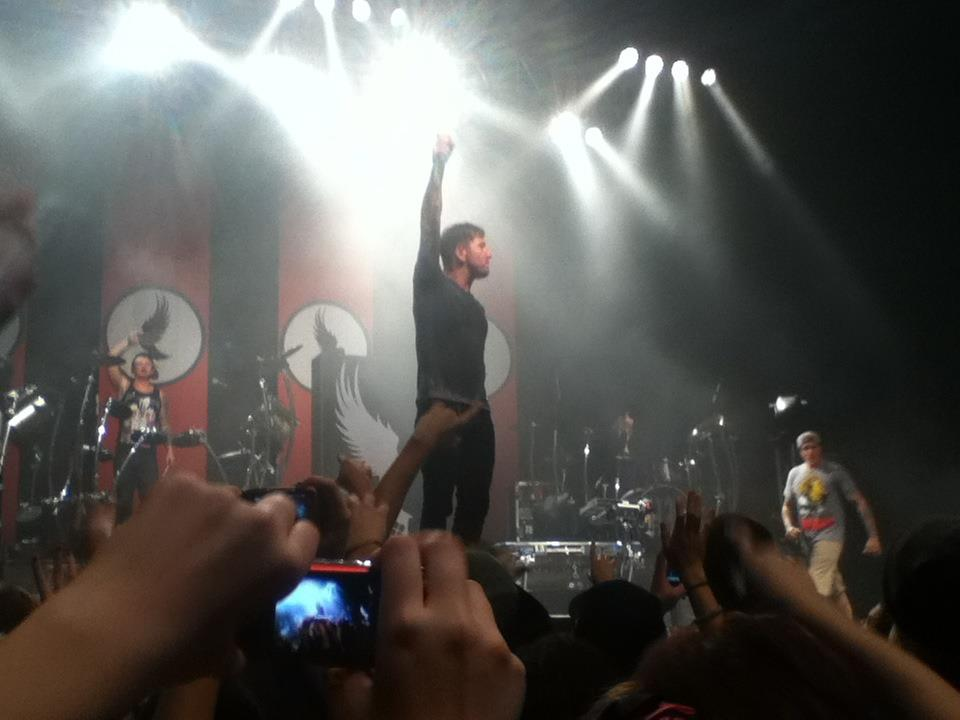
Daniel Murillo, vor 2012

Daniel Rose Murillo (* 21. November 1982 in Bell Gardens, Kalifornien) ist ein US-amerikanischer Rock- und Metal-Sänger und Bassist.

## Werdegang
Im kalifornischen Victorville gründete Murillo mit Freunden noch zu seiner Zeit an der Junior High School die Post-Hardcore-Band Lorene Drive, in welcher er als Sänger und Bassist fungierte. Mit dieser brachte er die EPs Savan in Super Pursuit Mode und Out Alive sowie das bisher einzige Album Romantic Wealth heraus.
Nachdem sich die Gruppe im Jahr 2009 zwischenzeitlich trennte, wurde er 2010 zum neuen Sänger bei Hollywood Undead, die ihren bisherigen Frontmann Deuce aus der Band warfen. Mit ihm erschienen die Alben American Tragedy (2011), Notes from the Underground (2013), Day of the Dead (2015),V (2017) und New Empire Vol. 1 (2020).
Seit 2012 ist Lorene Drive wieder aktiv und Murillo spielt seitdem in beiden Gruppen.

## Diskografie

### Mit Lorene Drive
- →  siehe Lorene Drive

### Mit Hollywood Undead
- 2011: American Tragedy (A&M Records, Polydor Records)
- 2013: Notes from the Underground (A&M Records, Polydor Records)
- 2015: Day of the Dead (Interscope Records)
- 2017: Five (V)
- 2020: New Empire, Vol. 1
- 2020: New Empire, Vol. 2
- 2022: Hotel Kalifornia